# A Good Person
Pour plus de détails, voir Fiche technique et Distribution.
A Good Person est un film américain réalisé par Zach Braff et sorti en 2023.

## Synopsis
Une jeune femme nommée Allison est impliquée dans un accident de la route qui coûte la vie à la sœur de son fiancé et futur mari. Quelques années plus tard, Allison va nouer une relation très particulière avec Daniel, qui aurait dû devenir son beau-père.

## Fiche technique
Sauf indication contraire, les informations mentionnées dans cette section peuvent être confirmées par la base de données cinématographiques IMDb,  présente dans la section « Liens externes ».
- Titre original : A Good Person
- Réalisation et scénario : Zach Braff
- Musique : Bryce Dessner
- Direction artistique : Jaf Farkas
- Décors : Merissa Lombardo
- Costumes : Tere Duncan
- Photographie : Mauro Fiore
- Montage : Dan Schalk
- Production : Zach Braff, Pamela Koffler, Christina Piovesan, Florence Pugh, Noah Segal et Christine Vachon
- Sociétés de production : Metro-Goldwyn-Mayer, Killer Films et Elevation Pictures (en)
- Sociétés de distribution : United Artists (États-Unis), Metro-Goldwyn-Mayer (monde)
- Budget : n/a
- Pays de production :  États-Unis
- Langue originale : anglais
- Format : couleur
- Genre : Drame
- Durée : 129 minutes
- Dates de sortie[2] :
  - États-Unis : 24 mars 2023
  - Belgique : 17 mai 2023
  - France : 3 août 2023 (Filmo)
- Classification[3] :
  - États-Unis : R

## Distribution
- Florence Pugh : Allison
- Morgan Freeman (VF : Benoît Allemane) : Daniel
- Celeste O'Connor : Ryan, petite-fille de Daniel
- Molly Shannon : Diane, la mère d'Allison
- Chinaza Uche : Nathan, le fils de Daniel
- Nichelle Hines : Molly, la fille de Daniel et mère de Ryan
- Toby Onwumere : Jesse, le mari de Molly
- Zoe Lister-Jones : Simone
- Jackie Hoffman : Belinda
- Ryann Redmond : Becka
- Alex Wolff : Mark
- Brian Rojas : Diego

## Production
En février 2021, il est annoncé que Zach Braff va réaliser A Good Person, un drame dont il a également signé le scénario, avec Florence Pugh et Morgan Freeman. En mars 2021, Metro-Goldwyn-Mayer est en négociations pour acquérir les droits du film. En septembre 2021, il est confirmé que la MGM va bien produire et distribuer le film, alors que Molly Shannon rejoint la distribution. Il est précisé que Zach Braff et Florence Pugh participeront également à la production.
Le tournage débute en octobre 2021. La participation de plusieurs actrices et acteurs est alors révélée : Celeste O'Connor, Zoe Lister-Jones et Chinaza Uche. Les prises de vues se déroulent dans le New Jersey, notamment à Maplewood, Rutherford, South Orange, New Jersey Turnpike, Elizabeth, Passaic),.